# Base aérienne tactique 199 Cap-Saint-Jacques (Cochinchine)
La base aérienne 199 Cap Saint-Jacques était un site opérationnel de l'Armée de l'air française, situé sur le territoire de la commune de Vũng Tàu, près de la ville de Saïgon, en Indochine.
Elle était active de 19XX à 1954. 